# 米兰路

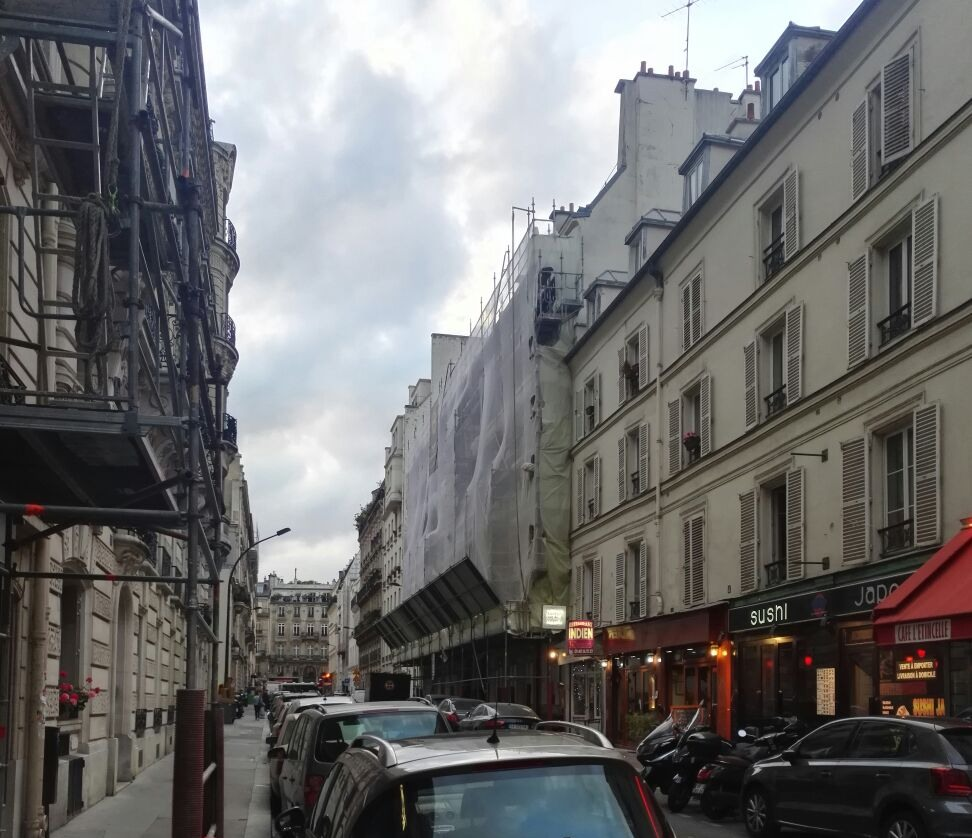

米兰路（Rue de Milan）是巴黎第九区的一条街道，属于欧洲区的一部分。始于克里希路（Rue de Clichy）31-33号，止于阿姆斯特丹路 46号。长180米，宽12米。

## 名称
米兰路得名于意大利北部城市米兰。

## 历史
米兰路开辟于1831年。